# Rudolf von Twickel
Johann Rudolf Freiherr von Twickel (* 20. Januar 1893 in Stovern; † 30. November 1974 in Münster) war ein deutscher Gutsbesitzer. Twickel war unter anderem Aufsichtsratsvorsitzender der Zeitung Germania sowie Mitbegründer des Malteser Hilfsdienstes.

## Leben und Wirken
Twickel war der älteste Sohn von Clemens Freiherr von Twickel (1861–1916) und dessen Ehefrau Huberta geb. Gräfin Droste zu Vischering von Nesselrode-Reichenstein (1862–1946). Von seinem Vater erbte er die Rittergüter Havixbeck und Stovern. Seit 1920 war er verheiratet mit Margarete geb. Gräfin Droste zu Vischering (1896–1980). Aus der Ehe gingen acht Kinder hervor, darunter auch der Weihbischof Max Georg Freiherr von Twickel.
Von 1914 bis 1918 nahm Twickel als Oberleutnant der Reserve mit dem Königlich Preußischen Kürassier-Regiment „von Driesen“ (Westfälisches) Nr. 4 am Ersten Weltkrieg teil.
Seit den 1920er Jahren gehörte Twickel dem Aufsichtsrat der Zentrums-Zeitung Germania an. Im Sommer 1933 wurde er auf der Generalversammlung der Germania als Nachfolger von Florian Klöckner zum Aufsichtsratsvorsitzenden des Blattes gewählt. Diese Stellung behielt Twickel bis zur Einstellung des Blattes 1938 bei.
Er war im Aufsichtsrat bei „Der Westfale“, Aktiengesellschaft für Verlag und Druckerei in Münster.
Von 1937 bis 1972 amtierte Twickel als Präsident der Rheinisch-Westfälischen Malteser-Genossenschaft.
Während des Zweiten Weltkriegs diente Twickel als Hauptmann der Reserve in Nachschub- und Eisenbahneinheiten.
Nach dem Zweiten Weltkrieg betätigte Twickel sich vor allem im karitativen Bereich: Er wurde Mitbegründer der Deutschen Caritas und des Malteser-Hilfsdienstes, als dessen Gründungspräsident er 1953 fungierte. Ferner war er Vorsitzender des Vereins Vereinigte Westfälische Adelsarchive und Mitglied der Verwaltung der Westfälischen Zentralgenossenschaft. Seit 1949 gehörte er als Vertreter der Rheinisch-Westfälischen Malteser-Devotionsritter dem Adelsrechtlichen Ausschuss der Deutschen Adelsverbände an. Von 1952 bis 1967 bekleidete er zudem den Vorsitz dieser Körperschaft. Außerdem war er Mitbegründer der CDU in Havixbeck.